# Ла Отатера (Акила)
Ла Отатера (шп. La Otatera) насеље је у Мексику у савезној држави Мичоакан у општини Акила. Насеље се налази на надморској висини од 719 м.

## Становништво
Према подацима из 2010. године у насељу је живело 7 становника.

### Хронологија
| Година       | 2000         | 2005        | 2010 |
| ------------ | ------------ | ----------- | ---- |
| Становништво | 44 (23 / 21) | 25 (16 / 9) | 7    |

### Попис
| # | Индикатор                     | Вредност |
| - | ----------------------------- | -------- |
| 1 | Укупно домаћинстава           | 4        |
| 2 | Укупно насељених домаћинстава | 2        |
| 3 | Величина локације             | 1        |